# Kunihiro Yamashita
Kunihiro Yamashita (山下 訓広 Yamashita Kunihiro?), född 29 maj 1986 i Chiba prefektur, är en japansk före detta fotbollsspelare.
Yamashita började sin karriär 2009 i Roasso Kumamoto. Han spelade 3 ligamatcher för klubben.